# Lago Puelo (localidad)

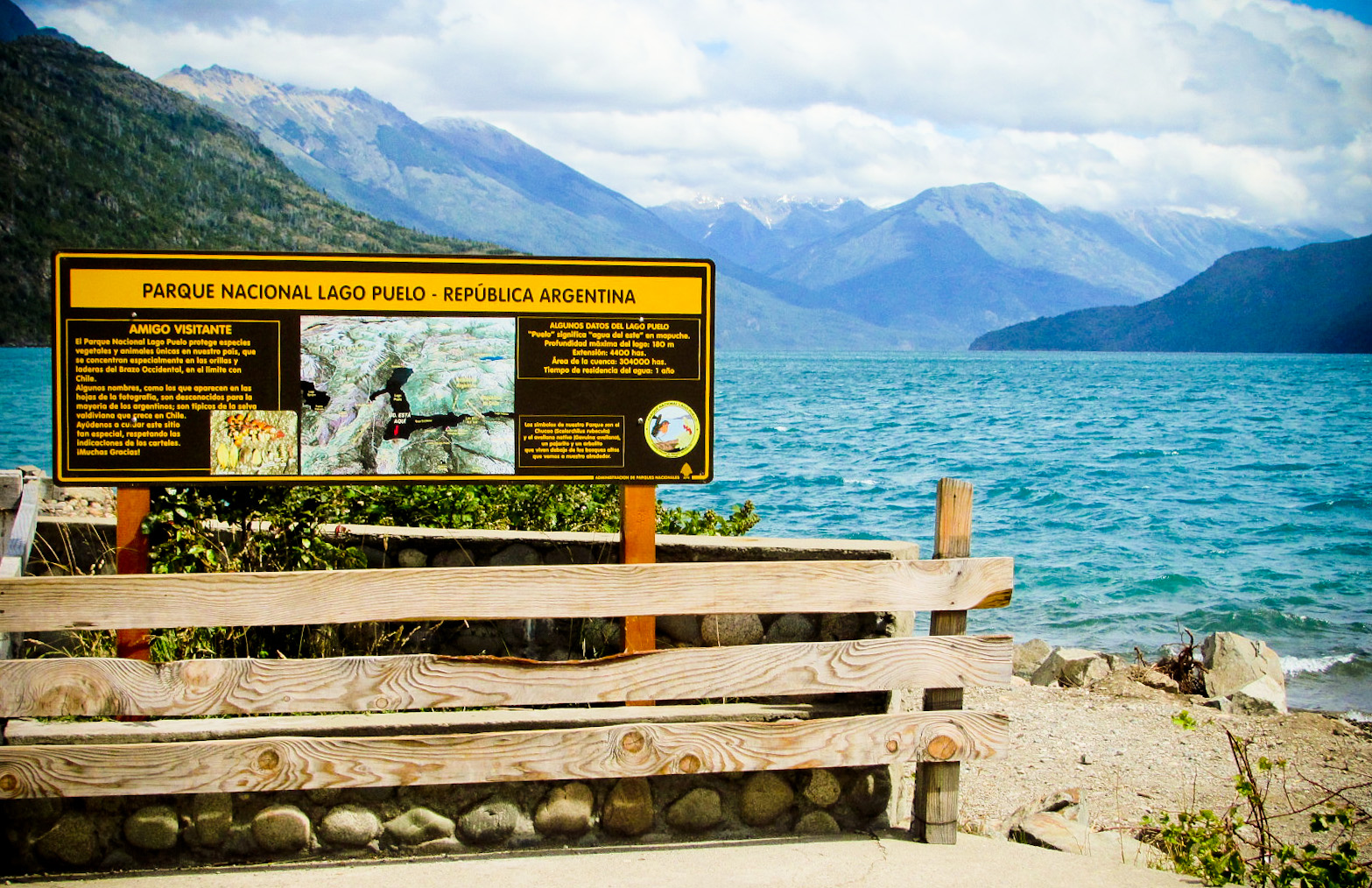
Vista del lago y el parque nacional.

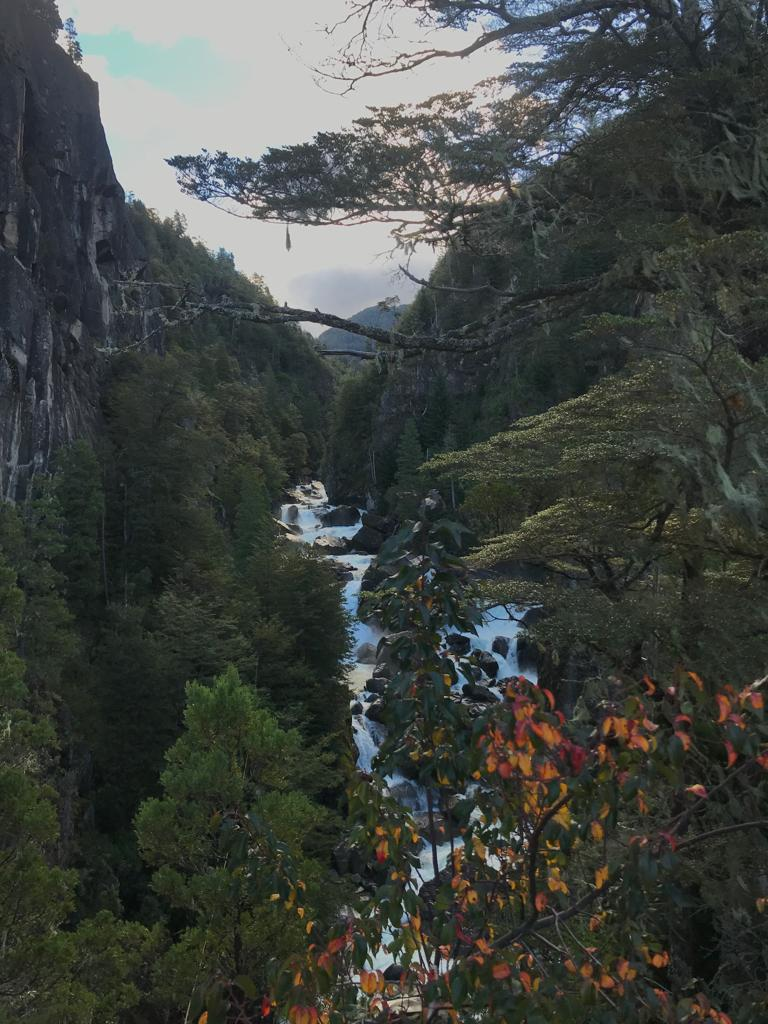
Vista del Río Blanco, Lago Puelo, Comarca Andina del Paralelo 42.

Lago Puelo, también llamada "Puelo" a nivel regional, es una localidad argentina ubicada en la Patagonia Andina, en el departamento Cushamen, al noroeste de la provincia del Chubut, distante a sólo 4 km al norte del espejo de agua que le da su nombre.

## Toponimia
El nombre de la localidad proviene del lago homónimo. "Puelo" es una adaptación fonética del mapudungún puelco, que se descompone en puel (este) y co (agua), significando "agua del este". Este nombre refleja la geografía del lugar, ya que el lago Puelo, aunque desagua en el océano Pacífico a través del río del mismo nombre, se encuentra al este de las altas cumbres de la cordillera de los Andes.

## Historia
Sobre el fin del siglo XIX y principios del XX  inmigrantes chilenos, criollos y criollas dedicados a labores del campo especialmente ganado, de la zona de Río Bueno y del estuario de Reloncavi en Chile, buscando pasturas llegaron y se establecieron en la zona del oeste del río azul en Lago Puelo, linderos a la familia originaria Cayún.

Testimonios orales cuentan
"Bueno, estamos acá porque somos los Cárdenas y siempre estuvimos acá. Los Cárdenas somos Los primeros blancos acá. Mi bisabuelo, al que llamaban Motoco, llegó acá el siglo pasado  y desde entonces ocupó estas tierras. Plantó los primeros álamos y construyó la primera casa, que es esa de madera que está ahí abajo. Por él este cerro y el Río Blanco llevan su nombre. Cuenta la historia que en aquellos tiempos los indios robaban a los blancos y mi bisabuelo era cautivo del Cacique Ñancucheo. El (por el bisabuelo) era muy bueno con los caballos, por eso lo tenían. El Cacique tenía una hija con una cautiva blanca, Juana Santander (nombre de la hija). Motoco y Juana se enamoran y buscan escaparse juntos, pero no podían fallar porque en ese entonces si los indios te descubrían te tajeaban las plantas de los pies para que nunca más pudieras irte. Logran escaparse, tienen hijos, vienen de este lado de la cordillera. En un momento ella (por Juana Santander) se entera que su mamá está muy enferma, a punto de morirse, pide permiso al cacique para volver a verla. El la deja, pero no la deja volver a irse... Entonces Motoco tiene que buscar otra mujer para que lo ayude a criar a los hijos" Fuente: Universidad de Buenos Aires - Facultad de Filosofía y Letras - Dra Antropóloga,Tozzini, Maria Alma - 2004 - Del límite natural a la frontera - Tierras linajes y memoria en Lago Puelo.

"Los Oyarzo siempre tuvimos vacas en el campo, el papa Eligio era bueno con las vacas y la mama Marina era conocida por sus ricos quesos, Todavía hoy están los primeros manzanos y nogales y restos de la primera casa de madera en el campo. La mama Marina tenía huerta y en verano las vacas se llevaban a las pasturas en la cordillera alta del campo. Se plantaba trigo y cebada y los caballos eran fundamentales para cruzar el río Azul. Papá Eligio contó que en 1926 llegaron las primeras inspecciones del Ministerio de Agricultura de la Nación al campo, llenaban una planilla con la cantidad de animales y herramientas que teníamos y se anotaban los hijos." Fuente: testimonio oral - 2010 - Juan Miguel Oyarzo.
Luego de los primeros inmigrantes chilenos vendrían oleadas de inmigración europea, muchos asentados originariamente en Chile y luego buscando pasturas y tierras comenzaron a poblar el valle de Lago Puelo, Bolsón y Bariloche.
La Escuela N°16 del paraje Golondrinas se crea en 1906 y la Escuela N°36 (hoy N.º 108) de Lago Puelo en 1921, siendo las primeras manifestaciones institucionales del Estado Argentino en la zona.
En los primeros tiempos la presencia difusa del estado argentino acentuó un espíritu comunitario de solidaridad permanente entre los habitantes de Lago Puelo, las duras condiciones de la vida del campo y las grandes distancias con centros urbanos importantes eran claves para una estrecha comunión de esfuerzos entre las primeras familias de Lago Puelo.
En esta época existía un rico intercambio familiar y en menor medida comercial con Chile por el Paso Puelo y posteriormente muchos excedentes de las Chacras se vendían en localidades vecinas como Epuyén, el Hoyo y Bolsón. Se vendía trigo, avena, verduras, se producían quesos, leche y carne. La inmigración europea aporto recetas y gustos de Europa especialmente con la fruta fina y los dulces.
Las familias de los campos al oeste del Río Azul establecieron una tradición de cuidado y conservación del bosque nativo que aún hoy perdura en sus descendientes.
En 1928, Remigio Nogués, un maestro que había sido enviado por el gobernador del Territorio Nacional del Chubut, señaló la necesidad de crear una comisión de fomento. El 2 de abril de ese año se creó la comisión, integrada en su gran mayoría por maestros. En 1937 el lago y los alrededores fueron incluidos en el parque nacional Los Alerces con el nombre de Anexo Puelo. Desde la sanción de la Ley N.º 19.292, en 1971, existe el parque nacional Lago Puelo. 
Lago Puelo continuó creciendo en población, ya con una inmigración interna de provincias de  Argentina y con la consolidación de instituciones estatales en primer medida nacionales, locales y con la creación de la provincia de Chubut.
La dinámica de crecimiento de la localidad produce la consolidación de Lago Puelo como un destino turístico, primero del turismo regional vinculado a Comodoro Rivadavia y el valle inferior del Río Chubut y con los años madurando por la  belleza del entorno natural y su microclima  a ser destino de visitantes nacionales e internacionales.

## Economía y turismo
Basa su economía, principalmente, en la producción de frutas finas (cerezas, frutillas, frambuesa, etc.), en la actividad turística y de un gran desarrollo inmobiliario que se ha dado a partir de esta última. Existen también aserraderos, producción de lúpulo y cerveza artesanal.
Lago Puelo cuenta con una amplia gama de servicios turísticos, siendo su oferta de alojamiento, gastronomía, excursiones y paseos muy variada. Al sur de la localidad se encuentra el parque nacional del mismo nombre.
En el mes de febrero de cada año, se realiza la Fiesta Provincial del Bosque y su Entorno, con músicos invitados, puestos de venta de artesanías y diversos productos, y un área de gastronomía.
El casco urbano de la villa tiene una extensión de aproximadamente un kilómetro, hallándose la oficina de informes turísticos en la entrada a la ciudad. Allí se ofrece información y folletería con respecto a las opciones de alojamiento, excursiones, visitas y detalles de más precisión.
La historia y el presente de esta localidad está estrechamente relacionada con la Comarca andina del Paralelo 42, grupo biprovincial de pueblos cercanos pertenecientes a Chubut y Río Negro, cuya cabecera más importante es la ciudad de El Bolsón.

## Población
Cuenta con 6,038 habitantes (Indec, 2010)., lo que representa un incremento del 49,7 % frente a los 4,046 habitantes (Indec, 2001). del censo anterior. La composición fue de 3.010 varones y 3.028 mujeres con un índice de masculinidad del 49.41 %. En tanto, las viviendas pasaron de 1.070 a 2.136.
En el censo 2022 la localidad mostró una continuidad en su ritmo de crecimiento con 10 064 habitantes y 4 568 viviendas.
Esta magnitud situó a Puelo como la 9.ª más pobladas de la provincia y el de crecimiento más explosivo. Además, se situó como el tercer municipio de segunda categoría más poblado de la provincia. Al norte, se ubican los parajes Entre Ríos, Cerro Radal y Las Golondrinas, que pertenecen al municipio de esta localidad.
| Gráfica de evolución demográfica de Lago Puelo entre 1991 y 2002 |
|                                                                  |
| Fuente: Censos nacionales del INDEC                              |

## Geografía

### Clima
Lago Puelo posee un clima mediterráneo (Köppen Csb), típico de la Patagonia andina. En verano suele ser agradable en las tardes y fresco en las noches. En invierno, el día es fresco y la noche es fría. Por las altas temperaturas y las pocas precipitaciones, en el verano son probables los incendios forestales. Los incendios forestales también dependen de otros factores como la sequía, el manejo del suelo y la intervención humana. En 2008, se vio afectado por la erupción del volcán Chaitén.
| Parámetros climáticos promedio de Lago Puelo | Parámetros climáticos promedio de Lago Puelo | Parámetros climáticos promedio de Lago Puelo | Parámetros climáticos promedio de Lago Puelo | Parámetros climáticos promedio de Lago Puelo | Parámetros climáticos promedio de Lago Puelo | Parámetros climáticos promedio de Lago Puelo | Parámetros climáticos promedio de Lago Puelo | Parámetros climáticos promedio de Lago Puelo | Parámetros climáticos promedio de Lago Puelo | Parámetros climáticos promedio de Lago Puelo | Parámetros climáticos promedio de Lago Puelo | Parámetros climáticos promedio de Lago Puelo | Parámetros climáticos promedio de Lago Puelo |
| Mes                                          | Ene.                                         | Feb.                                         | Mar.                                         | Abr.                                         | May.                                         | Jun.                                         | Jul.                                         | Ago.                                         | Sep.                                         | Oct.                                         | Nov.                                         | Dic.                                         | Anual                                        |
| -------------------------------------------- | -------------------------------------------- | -------------------------------------------- | -------------------------------------------- | -------------------------------------------- | -------------------------------------------- | -------------------------------------------- | -------------------------------------------- | -------------------------------------------- | -------------------------------------------- | -------------------------------------------- | -------------------------------------------- | -------------------------------------------- | -------------------------------------------- |
| Temp. máx. media (°C)                        | 22.9                                         | 23.9                                         | 21.1                                         | 17.3                                         | 12.3                                         | 8.5                                          | 8.2                                          | 11.0                                         | 14.7                                         | 17.4                                         | 19.9                                         | 22.1                                         | 16.6                                         |
| Temp. media (°C)                             | 14.6                                         | 14.9                                         | 12.6                                         | 9.7                                          | 6.8                                          | 3.9                                          | 3.6                                          | 5.4                                          | 7.6                                          | 9.9                                          | 12.0                                         | 13.9                                         | 9.6                                          |
| Temp. mín. media (°C)                        | 6.4                                          | 6.0                                          | 4.1                                          | 2.1                                          | 1.3                                          | -0.6                                         | -0.9                                         | -0.2                                         | 0.6                                          | 2.4                                          | 4.2                                          | 5.8                                          | 2.6                                          |
| Precipitación total (mm)                     | 46                                           | 27                                           | 26                                           | 43                                           | 136                                          | 175                                          | 163                                          | 104                                          | 48                                           | 37                                           | 44                                           | 49                                           | 898                                          |
| Fuente: SMN Argentina promedio 1971-1980     |                                              |                                              |                                              |                                              |                                              |                                              |                                              |                                              |                                              |                                              |                                              |                                              |                                              |

### Hidrografía
El Valle de Lago Puelo (en donde se asienta la ciudad) es de origen glacial. Es recorrido en por los ríos Azul y Quemquemtreu que, junto a otros cursos de agua (como el Río Blanco, o Motoco), son el sustento del ecosistema.

### Ecología
La zona de la ciudad está caracterizada por su gran cobertura boscosa, siendo dominante la lenga (Nothofagus pumilio) y presentándose también cipreses (Austrocedrus chilensis), coihue (Nothofagus dombeyi), ñire (Nothofagus antarctica), radal (Lomatia hirsuta), maitén (Maytenus boaria), entre otras. Cabe destacar también que el ambiente es característico de la selva valdiviana. Además, la ciudad, está comprendida dentro del área de influencia de las brigadas de lucha contra incendios de la provincia del Chubut.

## Medios de comunicación
- Radios FM: (13)
  - 88.1 MHz - La Rocka
  - 90.3 MHz - De los Cerros
  - 95.5 LRF982 MHz -Radio Uno
  - 97.9 MHz - Peronista
  - 99.5 MHz - Sin Fronteras
  - 100.5 MHz - El Amanecer
  - 101.1 MHz - Malón
  - 102.1 MhZ- Isonica
  - 103.1 MHz - Puelo
  - 104.1 MHz - Del Bosque (Las Golondrinas) - Cadena 3 (Trelew)
  - Portal Digital de Noticias- Mediospuelonoticias

## Religión

#### Parroquias de la Iglesia Católica
| Prelatura territorial | Esquel                   |
| --------------------- | ------------------------ |
| Parroquia             | Nuestra Señora de Fátima |

También tienen presencia iglesias evangélicas, bautistas, metodistas, pentecostales y adventistas.

## Instituciones educativas en Lago Puelo
- Escuela N.º 765 Roca del Tiempo.
- Escuela Waldorf Crisol de Micael N.º 1033
- Centro de formación profesional N.º 657
- Escuela N.º 194
- Escuela N.º 108
- IES N.º 813 Prof. Pablo Luppi
- Instituto Superior de Formación Docente N.º 814
- Jardín de infantes N.º 446
- Caledonia School of English
- Escuela Agrotécnica N.º 717
- Escuela N.º 788
- Escuela N.º 41
- Escuela N.º 132
- Escuela N.° 109